# Kaisten
Kaisten is een gemeente en plaats in het Zwitserse kanton Aargau en maakt deel uit van het district Laufenburg.
Kaisten telt 2.573 inwoners.